# 井上二郎
井上 二郎（いのうえ じろう、1974年6月7日 - ）は、NHKのチーフアナウンサー。

## 人物
神奈川県横浜市出身。身長は186cm。浅野中学校・高等学校、慶應義塾大学法学部卒業後、1998年に入局。
福岡ソフトバンクホークスの大ファン。

## 略歴
- 土日・祝日の『正午ニュース』などで数多くの災害報道を担当し（東日本大震災などの地震、広島土砂災害などの豪雨、御嶽山噴火などの火山災害、相次ぐ台風等）「NHKニュースの顔」[5][3]として活躍する一方、歴史番組『先人たちの底力 知恵泉』司会も担い、硬軟織り交ぜて伝えられるアナウンサーを目指す[6]。
- 福岡放送局時代は九州北部豪雨、熊本地震などで災害報道・呼びかけを、福岡局のスタジオから全国放送で長時間務める。両災害では一般のボランティアにも参加し、長期に渡って現地取材を重ねる。
- 同じく福岡放送局時代に担当した『ロクいち!福岡』では共演した近江友里恵・林田理沙が『ブラタモリ』に抜てきされる“実績[7]”をも上げる。
- 2018年度には池上彰の『週刊こどもニュース』などのNHKの週刊ニュース番組の看板を引き継ぐ[8]『週刊まるわかりニュース』の編集長(メインキャスター)に就任(｢もともと新聞記者志望だったため夢がかなったような不思議な気持ち[9]｣)。また災害時等の緊急報道・特設ニュースも務める(西日本豪雨などを担当)。
- 長年ニュースの第一線で仕事をし、緊急報道の際「命を救うことば」をどう呼びかけられるか常に悩み考えてきた。行動に移してもらえる「人の心を動かすことば」とは「人間性」が問われることばだと、経験から結論している。伝えて動かすことばを磨いていきたいと思っている。[10]
- また、命にまつわる多くのニュースを伝え、沖縄局などで戦争や平和についての取材を重ねる。[11]
- 神戸放送局時代は阪神・淡路大震災10年のNHKスペシャルなどで、震災関連の取材を積み重ねている。[12]
- 低音が印象的な、豊かな響きと語り口のナレーションで、ドキュメンタリーも数多く担当している。[13][5]

## 出演
☆印は現在出演（担当）中。

### 沖縄放送局時代（1998年度 - 2002年7月）
- 「自然体でつかんだ栄冠」 －沖縄尚学高校・甲子園優勝への軌跡－（1999年4月22日）

※沖縄県勢として初の甲子園制覇、歴史的快挙によりNHKスペシャルスタッフルームで特集番組を制作
- 九州・沖縄サミット報道[12]（2000年7月）
- ニュース・リポート・中継

### 神戸放送局時代（2002年8月 - 2006年度）
- ニュースKOBE発 キャスター（2002年8月 - 2007年3月）[14]
- NHKスペシャル「シリーズ阪神・淡路大震災10年」[15]（2005年1月15 - 17日）

※ほか震災関連多数
- 生中継 ふるさと一番! 中継お届け人（2006年7月3・4日）
- にんげんドキュメント「今こそ逆転打を～障害者野球にかける男たち～」（2006年12月1日）

### 東京アナウンス室時代（1度目）（2007年度 - 2014年度）
- 生活ほっとモーニング（2007 - 2008年度）
- NHKニュースおはよう日本 4時・5時台 2009年度は高瀬耕造と2010年度は武藤友樹と隔週担当（2009年3月30日 - 2011年3月18日）
- NHKニュース 平日 9:00 - 9:05 あさイチに内包 おはよう日本の担当ローテーションに準ず（2009 - 2010年度）
- 月刊とれたてマイビデオ　2009年度は高瀬耕造と2010年度は武藤友樹と交替で担当（2009 - 2010年度）

※2009・2010年度は年末年始の朝のニュースを担当）
- ワイルドライフ「南米 野生のイヌが駆ける」語り（2010年11月16日）
- 江〜姫たちの戦国〜（大河ドラマ）予告編・OP語り（2011年）
- 週刊ニュース深読み キャスター（2011年4月9日 - 2012年3月31日）
- 極上美の饗宴 語り（2011年4月 - 2012年9月）
- 第17回統一地方選挙 開票速報　震災・原発関連ニュース担当キャスター（2011年4月10・24日）
- ワイルドライフ「北欧 スカンディナビアの四季 巨大なシカが森を生きる」語り（2011年7月25日）
- 空海 至宝と人生｢第1集“仏像革命”｣｢第2集“名筆の誕生”｣ 語り（2011年8月7・8日）
- BS特集「知られざるグアム～戦火の中の日系人たち～」語り（2011年12月8日）
- ワイルドライフ 年末特集「迫力映像大公開 世界の野生動物 驚きと感動に迫る!」語り（2011年12月30日）
- ワイルドライフ スペシャル「世界の野生動物 感動!命の輝き」語り（2012年8月13日）
- ETV特集「ルポ 原発作業員～福島原発事故・2年目の夏～」語り（2012年8月19日）
- NHKスペシャル「ダルビッシュ有 大リーグと闘った男」語り（2012年11月4日）
- 第46回衆議院議員総選挙 開票速報 サブキャスター（2012年12月17日）
- サムライたち スペインへ渡る～慶長遣欧使節 400年の謎～ 語り（2013年1月2日）
- 古代中国 よみがえる英雄伝説[16] 3回シリーズ｢始皇帝と乱世の名臣たち～春秋戦国 天下統一への道～｣｢紂王と太公望～王朝交代 古代最大の決戦～｣｢伝説の王・禹～最古の王朝の謎～｣語り（2013年1月4・10、2月7日）[注 2]
- 歌会始 お題「立（りつ）」進行（2013年1月16日）
- お元気ですか日本列島　キャスター、池田達郎アナの代行（2013年2月4・6日）
- NHKスペシャル「中国激動 怒れる民をどう収めるか～密着 紛争仲裁請負人〜」語り（2013年6月16日）
- 第23回参議院議員通常選挙 開票速報　サブキャスター（2013年7月22日）
- 第40回「日本賞」授賞式　司会・語り（2013年11月2日）
- NHKスペシャル「返還合意から18年 いま"普天間"を問う」語り（2014年1月24日）
- NHKスペシャル「羽生結弦 金メダルへの道」語り（2014年2月17日）
- NHKニュース7 サブキャスター、佐藤龍文アナの代行（2014年3月29・30日）
- NHKスペシャル「エネルギーの奔流」2回シリーズ｢膨張する欲望 資源は足りるのか｣｢欲望の代償 破局は避けられるか｣語り（2014年5月24・25日）
- ドキュメンタリーWAVE「中国の危険な食品」2回シリーズ｢安全を求めて立ち上がった市民たち｣｢安全をどう確保するのか｣語り（2014年11月8・15日）
- BS1スペシャル「伝説の晩餐会（ディナー）へようこそ～ゴルバチョフ・冷戦終結をめぐる秘話～」語り（2014年11月24日）[注 3]
- 第47回衆議院議員総選挙 開票速報　サブキャスター（2014年12月15日）
- ドキュメンタリーWAVE「“イスラム国”から若者を救え～デンマークある町の試み～」語り（2015年2月7日）
- ドキュメンタリーWAVE「変貌するマカオ～カジノ改革の最前線～」語り(2015年3月7日)
- ドキュメンタリーWAVE「ドレスデンの攻防～イスラムをめぐり揺れるドイツ～」語り（2015年3月14日）
- 先人たちの底力 知恵泉　「居酒屋知恵泉」 店主（司会）・語り（2013年4月2日 - 2015年3月24日）
- 首都圏ニュース（土日祝）キャスター（2012年4月7日 - 2015年3月）

※ 土日祝の関東地方ローカルニュース（12:10 - 12:15）も担当
- 正午ニュース（土日祝）キャスター（2012年4月7日 - 2015年3月22日）

※ 土日祝の午後1時・午後3時・午後6時のニュース・気象情報も担当
- 緊急報道対応

※多くの災害報道を担当

### 福岡放送局時代（2015年度 - 2017年度）
- ロクいち!福岡　メインキャスター（2015年3月30日 - 2018年3月30日）
  - 福岡県・九州沖縄のニュース

※平日 12:15 - の福岡県域、11:32 - 15:05 - の九州沖縄ブロック（2015年度は近江友里恵、2016 - 2017年度は林田理沙との隔週）
  - 緊急報道対応

※福岡局のスタジオから全国放送での長時間の災害報道、呼びかけも担う
  - 選挙開票速報　福岡・九州沖縄地区メインキャスター
- 世界遺産への道 語り
  - 「明治日本の産業革命遺産 九州・山口と関連地域」シリーズ（2015年4月25日 - 10月31日）
  - 「長崎と天草地方の潜伏キリシタン関連遺産」シリーズ（2016年1月16日 - 8月6日）
  - 「『神宿る島』宗像・沖ノ島と関連遺産群」シリーズ（2017年6月2日 - 30日）
- NHK九州沖縄地方放送番組審議会「◯月の審議から」（2015 - 2017年度）
- 第18回統一地方選挙 開票速報　福岡・九州沖縄地区メインキャスター（2015年4月12・26日）
- 世界遺産決定スペシャル～明治日本の産業革命遺産〜 語り（2015年7月12日）
- ことば力アップ ことばエッセー 放送の現場から「ことばの可能性を信じている」講師（2015年7月25日）
- カリフォルニア・ワインを護ったサムライ〜薩摩の士・長澤鼎の生涯〜九州沖縄特集　語り（2015年7月3日）
- きん☆すた「世界遺産への道『神宿る島』宗像・沖ノ島と関連遺産群」語り（2015年8月26日）
- 特報フロンティア　語り
  - ｢徹底解剖!“史上最強” ホークス｣（2015年9月11日）
  - ｢辺野古移設 承認取り消しの深層｣（9月18日）
  - ｢“地方”を狙う特殊詐欺｣（10月23日）
  - ｢“偽られた薬”～化血研 不正隠蔽(いんぺい)の闇～｣（2016年2月26日）
- ガチアジア「中央アジア 祈りの源流を掘る～93歳・執念のシルクロード〜」朗読（2015年11月16日）
- BS1スペシャル「もうひとつのショパンコンクール～日本人ピアノ調律師たちの闘い～」語り（2015年12月23日）[注 4]
  - （50分版）（2016年8月28日）

※国際版として第50回アメリカ国際フィルム・ビデオ祭 ドキュメンタリー・アート部門 ゴールド・カメラ賞（部門1位）受賞
- NHKスペシャル「CYBER SHOCK 狙われる機密情報」語り（2016年2月7日）
- 世界遺産候補「宗像・沖ノ島」を読む 朗読（2016年2月27日）
- さわやか自然百景「鹿児島 沖永良部 鍾乳洞の島」語り（2016年5月8日）
- NEXT 未来のために「熊本地震2か月」2回シリーズ｢癒えない 心の傷 密着 日赤こころのケアチーム｣｢埋もれかけた“小さな声” 災害ボランティア 手探りの支援｣キャスター（2016年6月11・12日）
- 参院選2016 開票速報 福岡・九州沖縄地区メインキャスター（2016年7月10日）
- 博多祇園山笠2016 司会（2016年7月15日）
- NHKスペシャル「あなたの家が危ない〜熊本地震からの警告〜」語り（2016年10月9日）
- 衆議院福岡6区補欠選挙 開票速報　キャスター（2016年10月23日）
- 先人たちの底力 知恵泉“あなたの煩悩 ズバッと解消!”の極意｢愛と欲望の大江戸事件簿編｣｢お殿様もつらいよ編｣（2016年12月20・27日）
- 有田焼400年 世界を魅了する日本の美～柿右衛門 そして未来へ～ 語り（2016年12月24日）
- ロクいち×ブリッジ 上海[注 6]｢クルーズ船が切り開く日中新時代｣｢日中 心の交流｣｢Fukuoka Qualityを売り込め｣｢日中の歴史と未来｣キャスター（2017年3月21 - 24日）
- BS1スペシャル「よみがえれ 熊本城 “サムライの英知”を未来へ」語りほか（2017年6月24日）
- 報道特別番組「被災地で、いま何が～“記録的豪雨”1週間～」キャスターほか（2017年7月12日）
- 博多祇園山笠2017 司会（2017年7月15日）
- 世界文化遺産 登録決定スペシャル「『神宿る島』宗像・沖ノ島と関連遺産群」キャスター・語り（2017年7月28日）
- ニュース特集「九州北部豪雨1か月 “異常気象時代”の備えは」キャスター（2017年8月5日）
- 2017衆院選 開票速報　福岡・九州沖縄地区メインキャスター（2017年10月22日）
- 第37回 全国豊かな海づくり大会 福岡大会　中継（2017年10月2日）
- 祝!日本一! 福岡ソフトバンクホークス　司会（2017年11月4日）
- 祈りの原風景を見つめて～世界文化遺産 『神宿る島』宗像・沖ノ島と関連遺産群～ 語り（2017年12月29日）
- 維新の傑物たち 語り（2017年12月15日 - 2018年3月29日）
- 古代エジプト 3人の女王のミステリー 語り（2018年3月27日）

### 東京アナウンス室時代（2度目）（2018年度 - ）
- 週刊まるわかりニュース（総合・BS4K同時放送）キャスター（2018年4月 - 2022年3月）
  - 緊急報道・特設ニュース対応（主に土曜の10:05 - 正午を中心とした朝 - 夕方）
- 正午のニュース、不定期のキャスター代行☆
- ダーウィンが来た![注 7]（総合、BS4K）ナレーション（2018年5月20日 - 2024年3月）☆
- 新日本風土記（BSプレミアム、BS4K）語り（2018年4月6日 - ）☆
  - もういちど、日本（総合、BS4K）語り☆
- コズミックフロント（2020年5月14日 - 2023年3月） ナレーション
- NHKニュース7 代理ニュースリーダー（2018年12月29・30、2019年1月6、3月10・17日）
- ニュース「佐賀・福岡・長崎 大雨特別警報」関連　キャスター （2019年8月28日）
- アスリートの魂「あいつがいるから俺がいる。ソフトバンク 千賀滉大と甲斐拓也」語り（2018年4月28日）
- 世界“超驚き!”テーマパークの旅　語り（2018年5月2日）
  - （拡大版）（2018年8月19日）
- ロイヤルウエディング ワインに秘められた物語　語り（2018年6月9日）
- NHKスペシャル FIFAワールドカップ｢日本代表 史上初ベスト8への挑戦」語り（2018年7月2日）
- NHKスペシャル「“駅の子”の闘い～語り始めた戦争孤児～」語り（2018年8月12日）
- 俳優・津川雅彦さんをしのんで　語り（2018年9月2日）
- NHKスペシャル「緊急報告 北海道激震」語り（2018年9月9日）
- BS1スペシャル「脱北者の終わらない旅～南北融和ムードの中で～」語り（2018年9月15日）[注 8]
- 明治維新への旅 第1回｢時代の先駆者たち｣第2回｢賊軍と呼ばれた男たち｣第3回｢命を燃やした女たち｣語り（2018年10月6・8・17日）
- NHKスペシャル 人生100年時代を生きる 第1回｢終の住処はどこに｣第2回｢命の終わりと向き合うとき｣キャスター（2018年11月17・18日）
- メキシコ・ユカタン半島 驚異の大自然「神秘の水中鍾乳洞 セノーテ」語り（2018年12月1日）
- 浮世絵EDO-LIFE 語り（2018年12月2日 - 2019年9月19日）
- 先人たちの底力 知恵泉「大新年会“改元”～いろいろあったね!歴代元号～」（2019年1月1日）
- ETV特集「ふたりの道行き 石牟礼道子と志村ふくみの“沖宮”」語り（2019年1月19日）
- BS1スペシャル「中国“改革開放”を支えた日本人」語り（2019年2月10日）
- メキシコ・ユカタン半島 驚異の大自然「ジンベエザメ群れる奇跡の海」語り（2019年2月24日）
- 世界最速レース インディ500「佐藤琢磨 栄光への戦い」語り（2019年3月24日）
- ことば力アップ ことばエッセー 放送の現場から「人の心を動かすことば」講師（2019年6月26日）
- ETV特集「反骨の考古学者 ROKUJI」語り（2019年7月6日）
- ニュース「福島第一原発事故 東電旧経営陣3人に無罪判決」関連　リポーター（2019年9月19日）
- 絶景カメラ～尾瀬～ 語り（2019年10月9日）
- NHKスペシャル「巨大台風 “流域型洪水”の衝撃」語り（2019年10月17日）
- 空からクルージング「ポルトガル 残照の西海岸をゆく」語り（2019年11月9日）
- 祝賀御列の儀　皇居宮殿から井上あさひと共にリポート（2019年11月10日）
- 先人たちの底力 知恵泉スペシャル「日本人と動物 秘められたケモノとの交友録」（2020年1月3日）
- 証言ドキュメント NBAプレーヤー八村塁 語り（2020年1月3日）
- 探検!世界の水族館の舞台裏「アメリカ・フロリダ水族館」（2020年1月15日、NHK BSプレミアム） - 語り[17]
- 河井克行・河井案里国会議員夫妻初公判（東京地方裁判所前からの中継リポート）（2020年8月25日）
- バチカン 秘密の迷宮 〜日本初公開! 美の聖地の2000年〜 進行（2020年12月19日・NHK BSプレミアム）
- ニュース・気象情報 午前5時のニュース 代行キャスター（2021年7月24日）
- どーも、NHK 災害報道において全国のアナウンサーが取り組む「命を守る呼びかけ」について紹介（2021年9月19日）
- 最強の帝国 ローマ（語り・井上あさひと共に）（2022年2月5日・NHK BSプレミアム）
- NHKニュースおはよう日本（メインキャスター）[18]（2022年4月9日 - ）☆
  - ニュース・気象情報 午前10時の定時ニュース（2022年4月9日 - ）☆
- 朗読 (ラジオ番組)（NHKラジオ第1放送）「江戸川乱歩『人間椅子 (江戸川乱歩)』」朗読（2023年5月マンスリー担当：（久保田祐佳と共に）（2023年5月6日、13日、20日、27日）
- ゆく年くる年（NHK総合）（司会）：（首藤奈知子と共に）（2023年12月31日 - 2024年1月1日）
- 一花二葉 はなしをしよう（NHKラジオ第1放送）（天然知能Jiro（天の声））（2024年3月30日）
- 大写真発掘 ロバート秋山竜次（NHK総合）（2024年11月9日） - 天の声